# Linka MCD-1
Linka MCD-1 neboli Bělorussko‑Savjolovskij diametr (rusky Белору́сско-Савёловский диаметр) či První diametr je linka Moskevských centrálních diametrů označována oranžovo-červenou barvou (oficiálně jde o barvu mochyně). Je v provozu od 21. listopadu 2019.
Linka vznikla propojením Běloruského a Savjolovského směru Moskevské železnice v úseku mezi městy Odincovo a Lobňa přes město Dolgoprudnyj a centrum Moskvy, sjednocuje tak čtvrti na západě a severu Moskvy a přilehlá města v Moskevské oblasti. Měří celkem 52 km, zahrnuje celkem 25 zastávek (v budoucnu 28), z čehož 10 (v budoucnu 12) umožňuje přestup na metro, Moskevský centrální okruh či na další radiální směry Moskevské železnice. Celou trasu vlak ujede za cca 90 minut.
Na této lince jsou využívány především zdvojené soupravy (6 + 5 vagónů) Ivolga ve verzi 2.0, které jsou doplněny soupravami řady EP2D.
Denně jezdí 40 párů vlaků v taktovém intervalu 30 minut. První vlak ze stanice Odincovo vyjíždí v 5:11, poslední v 0:41; první vlak ze stanice Lobňa pak 5:03 a poslední v 0:48. Cestující však za stejný tarif mohou využít i další příměstské spoje, jejichž trasa se částečně s trasou Prvního diametru shoduje. V úseku Okružnaja – Odincovo taktéž v taktovém intervalu 30 minut jezdí vlaky společnosti Aeroekspress využívající jednotky EŠ2 vyrobené společností Stadler. Vlaky Aeroekspressu však vynechávají zastávku Timirjazevskaja. Provoz je uspořádán tak, aby mezi odjezdy vlaků na lince MCD-1 a Aeroekpressu byl interval 15 minut. V mezičase jezdí mimo jiné příměstské jednotky v Savjolovském směru ze Savjolovského nádraží do stanice Lobňa, dále pak další příměstské vlaky, přičemž tarif MCD je vždy ohraničen konečnými stanicemi Odincovo a Lobňa. Hustota spojení tak způsobuje, že během dne klesá čekací doba na 5 - 9 minut a pouze v pozdních večerních hodinách stoupá až na 15 minut.
Co se jízdného týče, centrální zóna je mezi stanicemi Mark a Setuň. Při pohybu vně tohoto úseku je uplatněn tarif příměstské zóny.

## Stanice
Na lince jsou obsluhovány následující stanice a zastávky. Kurzívou jsou označeny zastávky či stanice, které jsou ve výstavbě:
Lobňa – Šeremetěvskaja – Chlebnikovo – Vodniki – Dolgoprudnaja – Novodačnaja – Mark – Lianozovo  – Ilimskaja – Bjeskudnikovo – Děgunino – Okružnaja   – Petrovsko-Razumovskaja    – Timirjazevskaja   – Dmitrovskaja   – Savjolovské nádraží    – Běloruské nádraží   – Běgovaja  – Testovskaja         – Fili  – Slavjanskij bulvar  – Kuncevskaja    – Rabočij Posjolok – Setuň – Němčinovka – Skolkovo – Bakovka – Odincovo

## Perspektivy
V současné době (rok 2024) probíhá výstavba třetí a čtvrté koleje na Savjolovském směru (tj. ze Savjolovského nádraží do stanice Lobňa), na které bude následně linka MCD-1 přenesena. Stavba by měla být dokončena do roku 2027.
V roce 2024 by měly být zprovozněny zastávky Petrovsko-Razumovskaja a Dmitrovskaja. Do roku 2027 je pak naplánováno zprovoznění zastávky Ilimskaja. Do roku 2027 pak dojde k rekonstrukci stanic Mark a Bjeskudnikovo.
Ve vzdálenější perspektivě má být linka prodloužena až do Smolenska a Kaljazinu.